# Илирабих

Левант по материалам Амарнских писем

Илирабих (Илирапих, Илурабих; финик. Ili-rabiḫ, Ilu-rabiḫ) — царь Библа во второй половине XIV века до н. э.

## Биография
Единственный исторический источник о Илирабихе — письма из Амарнского архива. Самим Илирабихом отправлены два послания (№ 139 и 140), ещё в одном (№ 128) его имя упоминается.
Самое раннее упоминание о Илирабихе относится ещё к правлению в Библе Риб-Адди. В одном из посланий этого царя, направленных к египетскому фараону Эхнатону, содержится сделанная от имени Илирабиха приписка. В ней фараон ставился в известность о враждебной египтянам деятельности некоего неназванного по имени вождя, возможно, правителя Амурру Азиру. Это свидетельствует о том, что уже в то время Илирабих занимал очень высокое положение. Часть историков предполагает, что он мог быть младшим братом библского царя, о котором без указания его имени упоминалось в позднейших письмах Риб-Адди. Другие исследователи считают Илирабиха только одним из придворных, возможно первым из библских суффетов.
В письме № 137 Риб-Адди писал, что в его отсутствие в Библе он был смещён с престола своим младшим братом, который заключил союз с врагами фараона амореями и даже передал тем его сыновей, захваченных во время дворцового переворота. По утверждению изгнанного монарха, хотя по его возвращении жители отказались впустить своего царя в город, он имеет в столице многочисленных сторонников. Несмотря на это, Риб-Адди так и не смог вернуть себе престол: он погиб во время скитаний приблизительно в середине XIV века до н. э. Согласно письмам из Амарнского архива, вскоре после этого Эхнатон получил послания от нового царя Библа — Илирабиха. Взошёл ли тот на престол сразу же после изгнания Риб-Адди, или только после его смерти — точно не установлено. Известно только то, что Илирабих обладал реальной властью над Библом, так как его послания обращены лично к фараону, а не к одному из египетских чиновников.
В своих письмах к Эхнатону Илирабих уверял фараона в своей преданности, сообщал об успехах Азиру и просил оказать Библу военную помощь для отражения его нападений. Ответы правителя Египта на эти послания неизвестны.
Следующим после Илирабиха правителем Библа, упоминаемым в источниках по имени, был Ахирам Итобаал, деятельность которого датируется серединой XIII века до н. э.